# UEFA Nations League
La UEFA Nations League (in lingua italiana Lega delle Nazioni) è una competizione calcistica continentale per squadre nazionali, riservata alle federazioni affiliate alla UEFA e disputata con cadenza biennale.

## Storia
La nascita del torneo va ricondotta a un'idea di Michel Platini, ex presidente dell'ente continentale, le cui proposte si basarono su un concetto largamente diffuso, ovvero il fatto che le tradizionali amichevoli non garantissero un adeguato livello competitivo. La sensazione, peraltro condivisa, era maturata in ragione di un dislivello di valori in campo spesso evidente, nonché del numero di sostituzioni ritenuto eccessivo. Gli obiettivi virarono quindi verso una manifestazione che, oltre a risollevare la cifra tecnica del calcio europeo, si incastrasse efficacemente in un calendario già ricco.
L'UEFA optò per la cadenza biennale, con fase finale a giugno degli anni dispari (ossia quelli non occupati da un mondiale o da un europeo). Punti di forza del nuovo torneo sono la possibilità per ciascuna Nazionale di affrontare avversarie di pari grado in un contesto ufficiale e l'importanza della competizione in termini televisivi e di afflusso allo stadio. Inoltre il torneo mette in palio posti riservati per l'accesso agli spareggi di qualificazione alle fasi finali del campionato europeo o mondiale immediatamente successivo, consentendo dunque una sorta di paracadute in caso di esito negativo nei successivi gironi di qualificazione.
Dotata come la UEFA Champions League di un proprio inno (scritto in latino e composto da Giorgio Tuinfort e Franck van der Heijden), la UEFA Nations League ha concorso all'abolizione della FIFA Confederations Cup. Non sono tuttavia mancate polemiche al riguardo, tanto che Jürgen Klopp (allora tecnico del Liverpool) ha definito la competizione «insensata».

## Formula e regolamento
Il torneo è strutturato in leghe, come i campionati nazionali per club, con meccanismi di promozione e retrocessione da un'edizione all'altra. Le leghe sono quattro (A, B, C e D) e ciascuna di esse è a sua volta suddivisa in gironi da quattro o tre squadre che si svolgono da settembre a novembre di un anno pari. Nel giugno dell'anno successivo ha luogo la Final Four cui prendono parte le vincitrici dei gironi della Lega A.
Per dirimere eventuali situazioni di parità nella graduatoria finale si tiene conto di classifica avulsa, differenza reti, gol segnati, gol segnati in trasferta, vittorie e vittorie in trasferta; in ultima istanza, sono applicati il punteggio "fair play" (con detrazione di un punto per l'ammonizione e di 3 per l'espulsione) e il posizionamento nella graduatoria continentale. A livello regolamentare, durante la prima edizione l'impiego del VAR è stato limitato alla fase finale; per quanto attiene invece alla squalifica, sono sufficienti due ammonizioni per comportare un turno di stop.
La formula attuale, in vigore a partire dalla seconda edizione, prevede per ciascuna delle Leghe A, B e C un organico di 16 squadre suddivise in quattro gruppi da 4, mentre in Lega D vi sono solo 7 squadre suddivise in due gruppi, uno da 4 ed uno da 3. Dalla Lega A retrocedono in Lega B le quarte classificate, "sostituite" dalle vincitrici dei gironi di Lega B che sono viceversa promosse in Lega A. Allo stesso modo avviene tra Lega B e Lega C. Invece dalla Lega C retrocedono in Lega D solo due squadre, da determinarsi mediante appositi spareggi fra le quarte classificate; dalla Lega D sono promosse in Lega C le due vincitrici dei gironi.
Nella sola prima edizione la Lega A e la Lega B erano composte da 12 squadre ciascuna, la Lega C da 15 e la Lega D da 16. Le 55 nazionali erano state attribuite alle quattro leghe sulla base del ranking europeo aggiornato all'11 ottobre 2017 (a conclusione delle qualificazioni al mondiale 2018, prima della disputa degli spareggi). Ciascuna Lega era suddivisa in quattro gironi (tutti da 3 squadre nelle Leghe A e B, uno da 3 e tre da 4 in Lega C, tutti da 4 in Lega D). Al termine era prevista la retrocessione di quattro squadre da ciascuna delle Leghe A, B e C a quella immediatamente inferiore, nonché la promozione di altrettante squadre da ciascuna delle Leghe B, C e D a quella immediatamente superiore, in modo da garantire un ricambio fra le leghe mantenendo invariata la consistenza numerica. Le squadre promosse sarebbero state le vincitrici dei gironi, quelle retrocesse le ultime classificate (eccezion fatta per la Lega C, costituita da gironi dissimili, dove si prevedeva la retrocessione delle tre quarte classificate e della peggior terza).
L'UEFA decise di modificare la formula originaria già a partire dalla seconda edizione (2020-2021) e per questo furono annullate tutte le retrocessioni con l'obiettivo di portare ciascuna delle prime tre leghe a 16 squadre: la Lega A passò da 12 a 16 squadre grazie alla riammissione delle quattro retrocesse; la Lega B passò da 12 a 16 squadre per effetto della riammissione delle quattro retrocesse e dell'ulteriore promozione dalla Lega C anche delle quattro seconde classificate (a compensare le mancate retrocessioni dalla Lega A); la Lega C passò da 15 a 16 squadre per effetto della riammissione delle quattro retrocesse e (a compensare anche le mancate retrocessioni dalla Lega B e le quattro promozioni aggiuntive in Lega B stessa) dell'ulteriore promozione dalla Lega D anche delle quattro seconde classificate e della miglior terza; infine la Lega D scese da 16 a 7 squadre per effetto delle mancate retrocessioni dalla Lega C e delle cinque promozioni aggiuntive in Lega C stessa. La nuova formula consente di limitare le giornate di riposo alle sole nazionali inserite nell'unico girone triangolare di Lega D, aumentando il numero complessivo delle partite e diminuendo il numero di amichevoli.
Una nuova formula viene adottata a partire dalla quarta edizione (2024-2025) con l'introduzione dei quarti di finale tra le prime due classificate dei gironi della Lega A, per l'accesso alla fase finale, dopo la disputa della fase a gironi. Inoltre, vengono inseriti gli spareggi per le promozioni e le retrocessioni tra le varie leghe, con le terze classificate dei gironi della Lega A che vedono affrontare le seconde classificate dei gironi della Lega B, le terze classificate dei gironi della Lega B che si scontrano con le seconde classificate dei gironi della Lega C, e le due migliori quarte classificate dei gironi della Lega C che affrontano le seconde classificate dei gironi della Lega D. La nuova formula aumenta nuovamente il numero totale degli incontri.

## Calendario e connessione con le qualificazioni europee e mondiali
La UEFA Nations League si snoda nell'arco di due stagioni, iniziando in un anno pari (lo stesso della disputa della fase finale di un mondiale o di un europeo) e terminando nell'anno pari successivo (due anni dopo circa): tra settembre e novembre si svolgono i gironi delle quattro leghe, suddivisi in sei giornate di gara, poi nel giugno successivo ha luogo la fase finale della lega superiore (Lega A) con l'assegnazione del titolo e infine nel marzo a sua volta successivo hanno luogo i play-out della Lega C per decretare le due squadre che retrocederanno nell'ultima lega (Lega D). La manifestazione permette di ottenere dei benefici per l'edizione immediatamente successiva dei gironi di qualificazione ad un campionato europeo o mondiale (ad edizioni alterne):
- le 4 squadre qualificate alla fase finale vengono inserite obbligatoriamente in gironi europei di qualificazione composti da un numero dispari di squadre in modo da far coincidere le loro due giornate di riposo con i loro impegni nella fase finale della UEFA Nations League;[12] solo per le qualificazioni al campionato europeo, le graduatorie delle quattro leghe vengono utilizzate per determinare le fasce di merito nel sorteggio dei gironi di qualificazione che si svolgono da marzo a novembre dell'anno dispari (nel caso delle qualificazioni al campionato mondiale, invece, le relative fasce vengono determinate dal classico ranking FIFA);
- alle migliori classificate, che non riescono successivamente ad ottenere la qualificazione diretta alla fase finale dell'europeo o mondiale, sono riservati dei posti per gli spareggi;[12][15] ad esempio per l'europeo 2020 i 16 posti negli spareggi sono stati assegnati tutti mediante le classifiche della UEFA Nations League 2018-2019 (4 posti per ciascuna lega dando così una significativa opportunità soprattutto alle nazionali delle leghe inferiori), mentre per il mondiale del 2022 in Qatar è stata l'edizione 2020-2021 ad assegnare due posti riservati negli spareggi.

## Squadre partecipanti
54 rappresentative nazionali della UEFA partecipano alla UEFA Nations League. La Russia è attualmente sospesa a tempo indeterminato dalla partecipazione alle competizioni UEFA e FIFA a causa della propria invasione all'Ucraina del 2022.
- Albania
- Andorra
- Armenia
- Austria
- Azerbaigian
- Belgio
- Bielorussia
- Bosnia ed Erzegovina
- Bulgaria
- Cipro
- Croazia

- Danimarca
- Estonia
- Fær Øer
- Finlandia
- Francia
- Galles
- Georgia
- Germania
- Gibilterra
- Grecia
- Inghilterra

- Irlanda
- Irlanda del Nord
- Islanda
- Israele
- Italia
- Kazakistan
- Kosovo
- Lettonia
- Liechtenstein
- Lituania
- Lussemburgo

- Macedonia del Nord
- Malta
- Moldavia
- Montenegro
- Norvegia
- Paesi Bassi
- Polonia
- Portogallo
- Rep. Ceca
- Romania
- Russia (sospesa)

- San Marino
- Scozia
- Serbia
- Slovacchia
- Slovenia
- Spagna
- Svezia
- Svizzera
- Turchia
- Ucraina
- Ungheria

Nella seguente tabella sono mostrate, per ogni rappresentativa, il numero di partecipazioni alle diverse leghe, alle fasi finali e delle vittorie.
| Nazionale            | Lega A | Lega B | Lega C | Lega D | Totale | Fasi finali | Vittorie |
| -------------------- | ------ | ------ | ------ | ------ | ------ | ----------- | -------- |
| Albania              | 0      | 2      | 2      | 0      | 4      | 0           | 0        |
| Andorra              | 0      | 0      | 0      | 4      | 4      | 0           | 0        |
| Armenia              | 0      | 1      | 2      | 1      | 4      | 0           | 0        |
| Austria              | 1      | 3      | 0      | 0      | 4      | 0           | 0        |
| Azerbaigian          | 0      | 0      | 3      | 1      | 4      | 0           | 0        |
| Belgio               | 4      | 0      | 0      | 0      | 4      | 1           | 0        |
| Bielorussia          | 0      | 0      | 3      | 1      | 4      | 0           | 0        |
| Bosnia ed Erzegovina | 2      | 2      | 0      | 0      | 4      | 0           | 0        |
| Bulgaria             | 0      | 1      | 3      | 0      | 4      | 0           | 0        |
| Cipro                | 0      | 0      | 4      | 0      | 4      | 0           | 0        |
| Croazia              | 4      | 0      | 0      | 0      | 4      | 1           | 0        |
| Danimarca            | 3      | 1      | 0      | 0      | 4      | 0           | 0        |
| Estonia              | 0      | 0      | 3      | 1      | 4      | 0           | 0        |
| Fær Øer              | 0      | 0      | 2      | 2      | 4      | 0           | 0        |
| Finlandia            | 0      | 3      | 1      | 0      | 4      | 0           | 0        |
| Francia              | 4      | 0      | 0      | 0      | 4      | 2           | 1        |
| Galles               | 1      | 3      | 0      | 0      | 4      | 0           | 0        |
| Georgia              | 0      | 1      | 2      | 1      | 4      | 0           | 0        |
| Germania             | 4      | 0      | 0      | 0      | 4      | 1           | 0        |
| Gibilterra           | 0      | 0      | 1      | 3      | 4      | 0           | 0        |
| Grecia               | 0      | 1      | 3      | 0      | 4      | 0           | 0        |
| Inghilterra          | 3      | 1      | 0      | 0      | 4      | 1           | 0        |
| Irlanda              | 0      | 4      | 0      | 0      | 4      | 0           | 0        |
| Irlanda del Nord     | 0      | 2      | 2      | 0      | 4      | 0           | 0        |
| Islanda              | 2      | 2      | 0      | 0      | 4      | 0           | 0        |
| Israele              | 1      | 2      | 1      | 0      | 4      | 0           | 0        |
| Italia               | 4      | 0      | 0      | 0      | 4      | 2           | 0        |
| Kazakistan           | 0      | 1      | 2      | 1      | 4      | 0           | 0        |
| Kosovo               | 0      | 0      | 3      | 1      | 4      | 0           | 0        |
| Lettonia             | 0      | 0      | 1      | 3      | 4      | 0           | 0        |
| Liechtenstein        | 0      | 0      | 0      | 4      | 4      | 0           | 0        |
| Lituania             | 0      | 0      | 4      | 0      | 4      | 0           | 0        |
| Lussemburgo          | 0      | 0      | 3      | 1      | 4      | 0           | 0        |
| Macedonia del Nord   | 0      | 0      | 3      | 1      | 4      | 0           | 0        |
| Malta                | 0      | 0      | 0      | 4      | 4      | 0           | 0        |
| Moldavia             | 0      | 0      | 1      | 3      | 4      | 0           | 0        |
| Montenegro           | 0      | 2      | 2      | 0      | 4      | 0           | 0        |
| Norvegia             | 0      | 3      | 1      | 0      | 4      | 0           | 0        |
| Paesi Bassi          | 4      | 0      | 0      | 0      | 4      | 2           | 0        |
| Polonia              | 4      | 0      | 0      | 0      | 4      | 0           | 0        |
| Portogallo           | 4      | 0      | 0      | 0      | 4      | 2           | 2        |
| Rep. Ceca            | 1      | 3      | 0      | 0      | 4      | 0           | 0        |
| Romania              | 0      | 2      | 2      | 0      | 4      | 0           | 0        |
| Russia               | 0      | 3      | 0      | 0      | 3      | 0           | 0        |
| San Marino           | 0      | 0      | 0      | 4      | 4      | 0           | 0        |
| Scozia               | 1      | 2      | 1      | 0      | 4      | 0           | 0        |
| Serbia               | 1      | 2      | 1      | 0      | 4      | 0           | 0        |
| Slovacchia           | 0      | 2      | 2      | 0      | 4      | 0           | 0        |
| Slovenia             | 0      | 2      | 2      | 0      | 4      | 0           | 0        |
| Spagna               | 4      | 0      | 0      | 0      | 4      | 3           | 1        |
| Svezia               | 1      | 2      | 1      | 0      | 4      | 0           | 0        |
| Svizzera             | 4      | 0      | 0      | 0      | 4      | 1           | 0        |
| Turchia              | 0      | 3      | 1      | 0      | 4      | 0           | 0        |
| Ucraina              | 1      | 3      | 0      | 0      | 4      | 0           | 0        |
| Ungheria             | 2      | 1      | 1      | 0      | 4      | 0           | 0        |

## Il trofeo

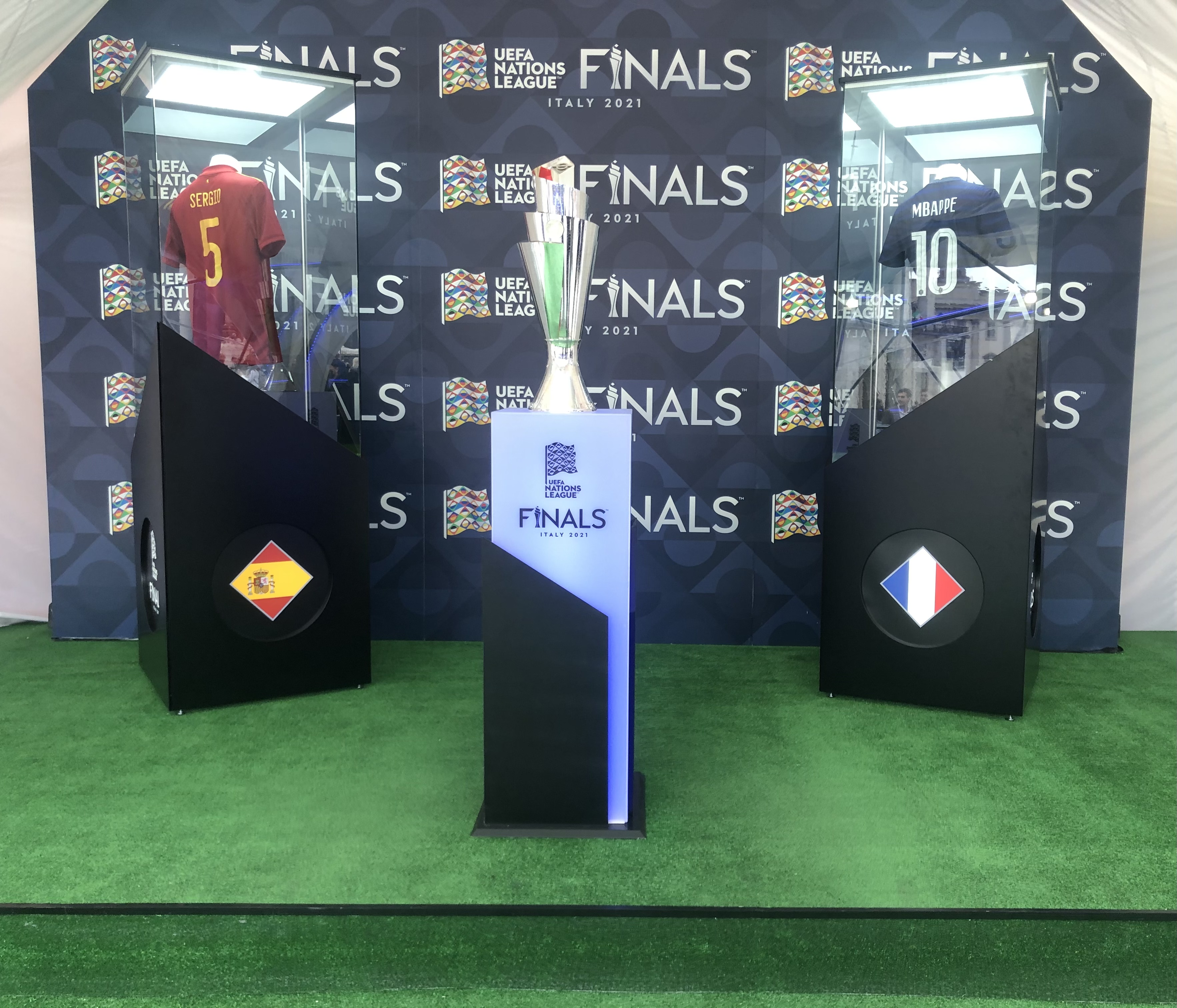
Esibizione del trofeo della UEFA Nations League a Milano.

Per la UEFA Nations League è stato creato, su un’idea del direttore creativo dell'agenzia del marchio Hélder Pombinho, un apposito trofeo in argento, una coppa di 71 cm per 7,5 kg di peso, con una spirale a forma di coppa che culmina col logo della competizione, un cerchio di centrocampo in un romboide. Realizzato dalla Iaco Group di Avellino e presentato a Losanna, rimane di proprietà dell'UEFA, che lo rimette in palio nella successiva edizione, mentre la Federazione vincitrice riceve una replica a grandezza naturale.

## Edizioni
| Anno      | Paese ospitante della fase finale |            | Finale                                               | Finale      | Finale      |                                                           | Finale terzo e quarto posto | Finale terzo e quarto posto | Finale terzo e quarto posto |
| Anno      | Paese ospitante della fase finale | Vincitore  | Risultato                                            | Finalista   | Terzo posto | Risultato                                                 | Quarto posto                |                             |                             |
| 2018-2019 | Portogallo                        | Portogallo | 1–0 Stadio do Dragão, Porto                          | Paesi Bassi | Inghilterra | 0–0 (dts) (6-5 dtr) Stadio D. Afonso Henriques, Guimarães | Svizzera                    |                             |                             |
| 2020-2021 | Italia                            | Francia    | 2–1 Stadio Giuseppe Meazza, Milano                   | Spagna      | Italia      | 2–1 Juventus Stadium, Torino                              | Belgio                      |                             |                             |
| 2022-2023 | Paesi Bassi                       | Spagna     | 0–0 (dts) (5-4 dtr) Stadio Feijenoord, Rotterdam     | Croazia     | Italia      | 3–2 De Grolsch Veste, Enschede                            | Paesi Bassi                 |                             |                             |
| 2024-2025 | Germania                          | Portogallo | 2–2 (dts) (5-3 dtr) Allianz Arena, Monaco di Baviera | Spagna      | Francia     | 2–0 MHPArena, Stoccarda                                   | Germania                    |                             |                             |

## Medagliere
| Squadra     | Vincitore | Secondo posto | Terzo posto | Quarto posto | Totale podi | Totale | Edizioni vincenti    |
| ----------- | --------- | ------------- | ----------- | ------------ | ----------- | ------ | -------------------- |
| Portogallo  | 2         | -             | -           | -            | 2           | 2      | 2018-2019, 2024-2025 |
| Spagna      | 1         | 2             | -           | -            | 3           | 3      | 2022-2023            |
| Francia     | 1         | -             | 1           | -            | 2           | 2      | 2020-2021            |
| Paesi Bassi | -         | 1             | -           | 1            | 1           | 2      | -                    |
| Croazia     | -         | 1             | -           | -            | 1           | 1      | -                    |
| Italia      | -         | -             | 2           | -            | 2           | 2      | -                    |
| Inghilterra | -         | -             | 1           | -            | 1           | 1      | -                    |
| Svizzera    | -         | -             | -           | 1            | -           | 1      | -                    |
| Belgio      | -         | -             | -           | 1            | -           | 1      | -                    |
| Germania    | -         | -             | -           | 1            | -           | 1      | -                    |

## Statistiche

### Classifica assoluta dei marcatori
Aggiornata all'8 giugno 2025.
| Giocatore           | Nazionale            | Reti |
| ------------------- | -------------------- | ---- |
| Erling Haaland      | Norvegia             | 19   |
| Aleksandar Mitrović | Serbia               | 15   |
| Cristiano Ronaldo   | Portogallo           | 15   |
| Viktor Gyökeres     | Svezia               | 10   |
| Romelu Lukaku       | Belgio               | 10   |
| Vedat Muriqi        | Kosovo               | 10   |
| Edin Džeko          | Bosnia ed Erzegovina | 9    |
| Christian Eriksen   | Danimarca            | 9    |
| Kylian Mbappé       | Francia              | 9    |
| Danel Sinani        | Lussemburgo          | 9    |
| Memphis Depay       | Paesi Bassi          | 8    |
| Stefan Mugoša       | Montenegro           | 8    |
| Teemu Pukki         | Finlandia            | 8    |
| Benjamin Šeško      | Slovenia             | 8    |

### Capocannonieri delle singole edizioni
| Edizione  | Capocannoniere                             | Nazionale              | Reti |
| --------- | ------------------------------------------ | ---------------------- | ---- |
| 2018-2019 | Aleksandar Mitrović                        | Serbia                 | 6    |
| 2020-2021 | Erling Haaland Romelu Lukaku Ferrán Torres | Norvegia Belgio Spagna | 6    |
| 2022-2023 | Erling Haaland Aleksandar Mitrović         | Norvegia Serbia        | 6    |
| 2024-2025 | Viktor Gyökeres                            | Svezia                 | 9    |

### Miglior giocatore (fase finale)
| Edizione  | Miglior giocatore | Nazionale  |
| --------- | ----------------- | ---------- |
| 2018-2019 | Bernardo Silva    | Portogallo |
| 2020-2021 | Sergio Busquets   | Spagna     |
| 2022-2023 | Rodri             | Spagna     |
| 2024-2025 | Nuno Mendes       | Portogallo |

### Miglior giovane (fase finale)
| Edizione  | Miglior giovane | Nazionale     |               |
| --------- | --------------- | ------------- | ------------- |
| 2018-2019 | Frenkie de Jong | Paesi Bassi   |               |
| 2020-2021 | non assegnato   | non assegnato | non assegnato |
| 2022-2023 | non assegnato   | non assegnato | non assegnato |
| 2024-2025 | non assegnato   | non assegnato | non assegnato |

## Capitani e allenatori delle squadre vincitrici
| Edizione  | Capitano          | Allenatore        | Nazionale  |
| --------- | ----------------- | ----------------- | ---------- |
| 2018-2019 | Cristiano Ronaldo | Fernando Santos   | Portogallo |
| 2020-2021 | Hugo Lloris       | Didier Deschamps  | Francia    |
| 2022-2023 | Jordi Alba        | Luis de la Fuente | Spagna     |
| 2024-2025 | Cristiano Ronaldo | Roberto Martínez  | Portogallo |

## Aspetto economico
Per la prima edizione l'UEFA ha stanziato un budget complessivo di 76,25 milioni di euro così da compensare le perdite degli introiti legati alle amichevoli.
Nel dettaglio:
- alle formazioni della Lega A spettano 1,5 milioni
- le squadre della Lega B ricevono 1 milione
- le Nazionali della Lega C percepiscono 750 000 euro
- alle compagini militanti in Lega D sono riconosciuti 500 000 euro.

I bonus sono raddoppiati in caso di vittoria del girone, mentre le squadre partecipanti alla Final Four sono premiate rispettivamente con: 4,5 milioni (vincitrice), 3,5 milioni (secondo posto), 2,5 milioni (terza classificata) e 1,5 milioni (quarta).